# Stockamöllan
Stockamöllan är en bebyggelse i Eslövs kommun i Billinge socken i Skåne län. Bebyggelsen klassades av SCB intill 2020 som en tätort. Vid avgränsningen 2020 delades den istället upp i två småorter, där den västra småorten beskrivs separat i artikeln Stockamöllan väst. Vid avgränsningen 2023 klassades den åter som sammanväxt och som tätort. 
Stockamöllan ligger vid forsar i Rönne å, där vattenkraften utnyttjats till kvarnar och industrier. Bålamöllan, en vattenkvarn från 1600-talet, byggnadsminnesförklarades 2003. Riksväg 13 passerar mellan ån och Stockamöllans herrgård.

## Bilder

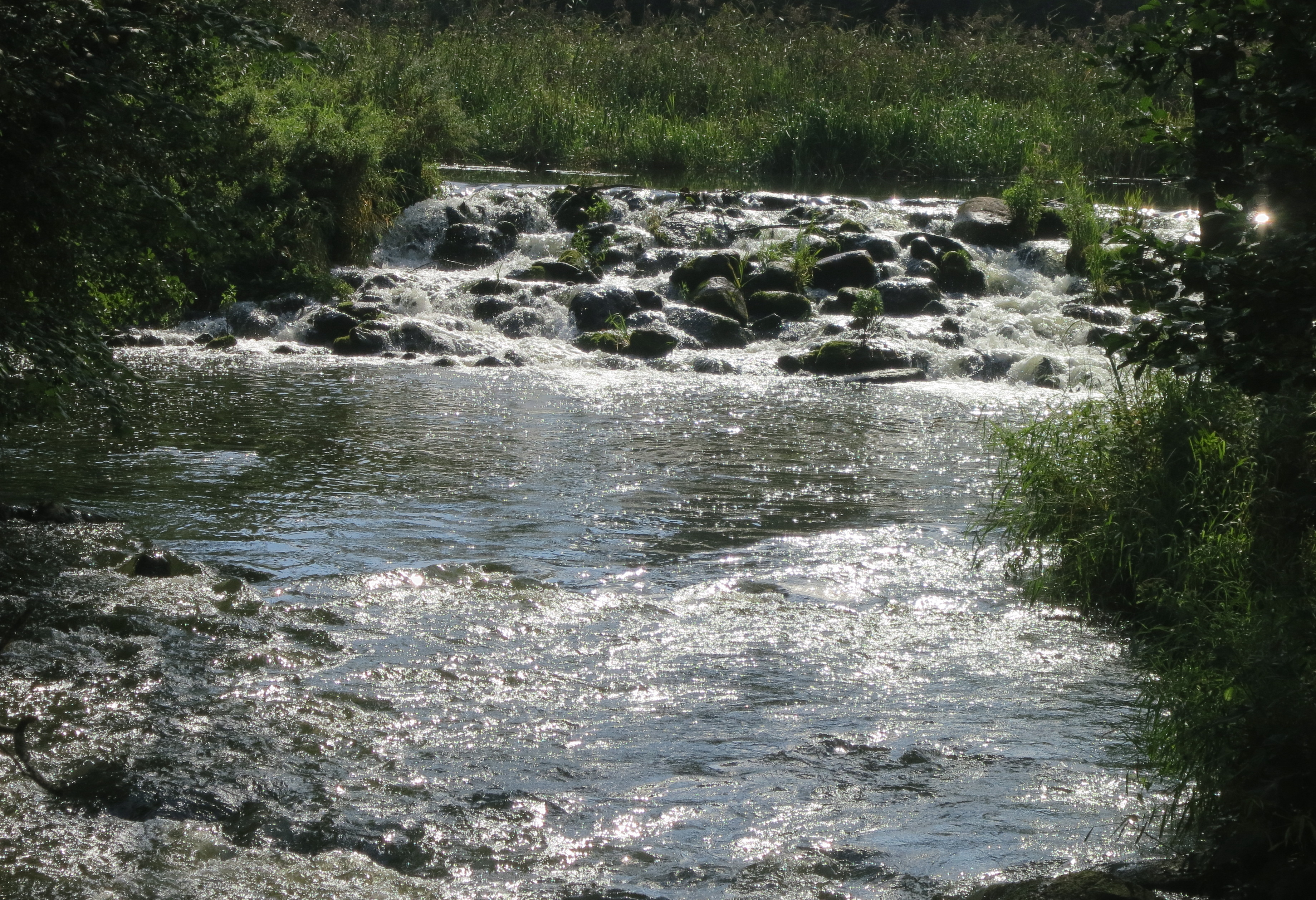
Rönne å
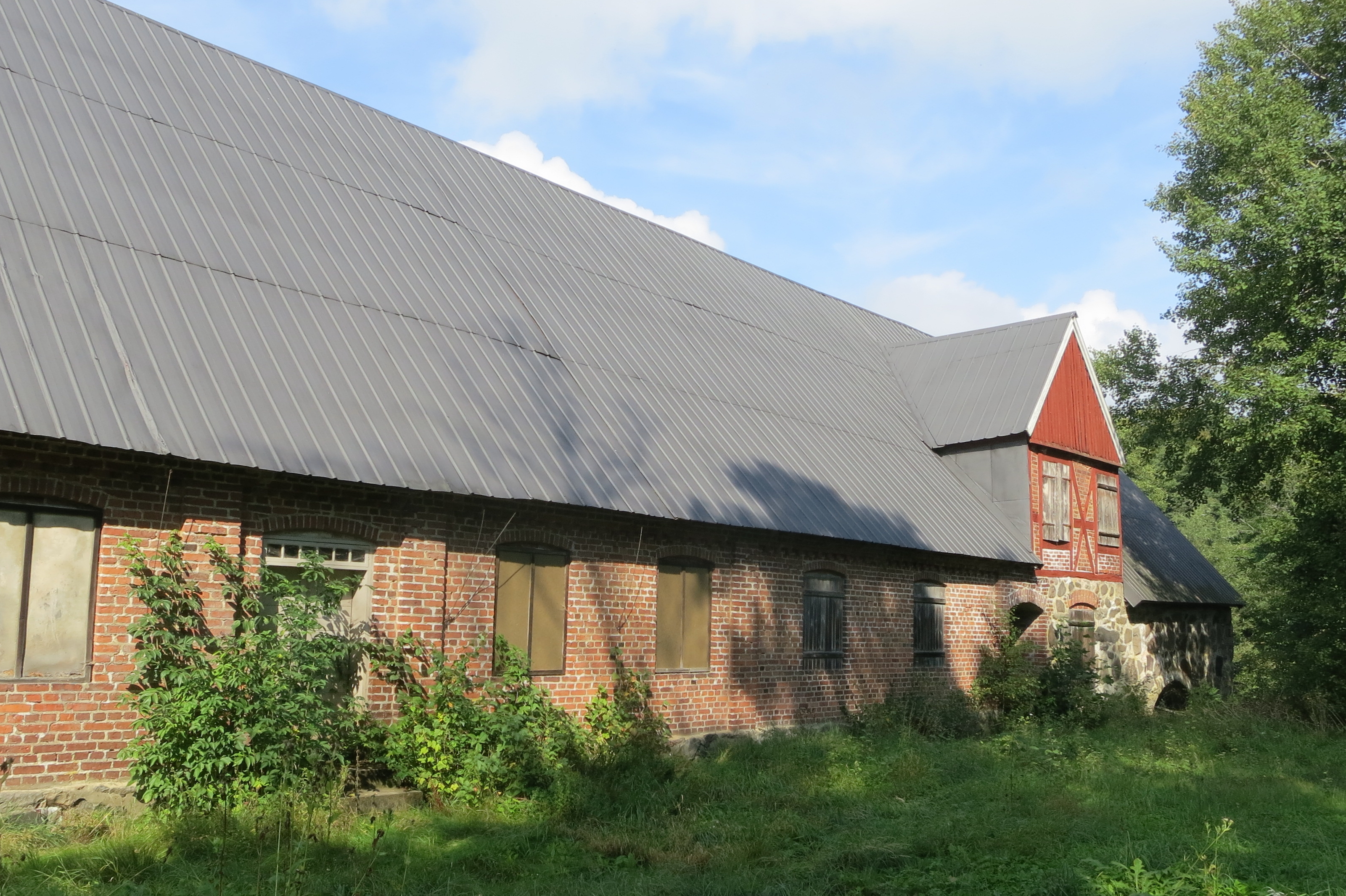
Bålamöllan
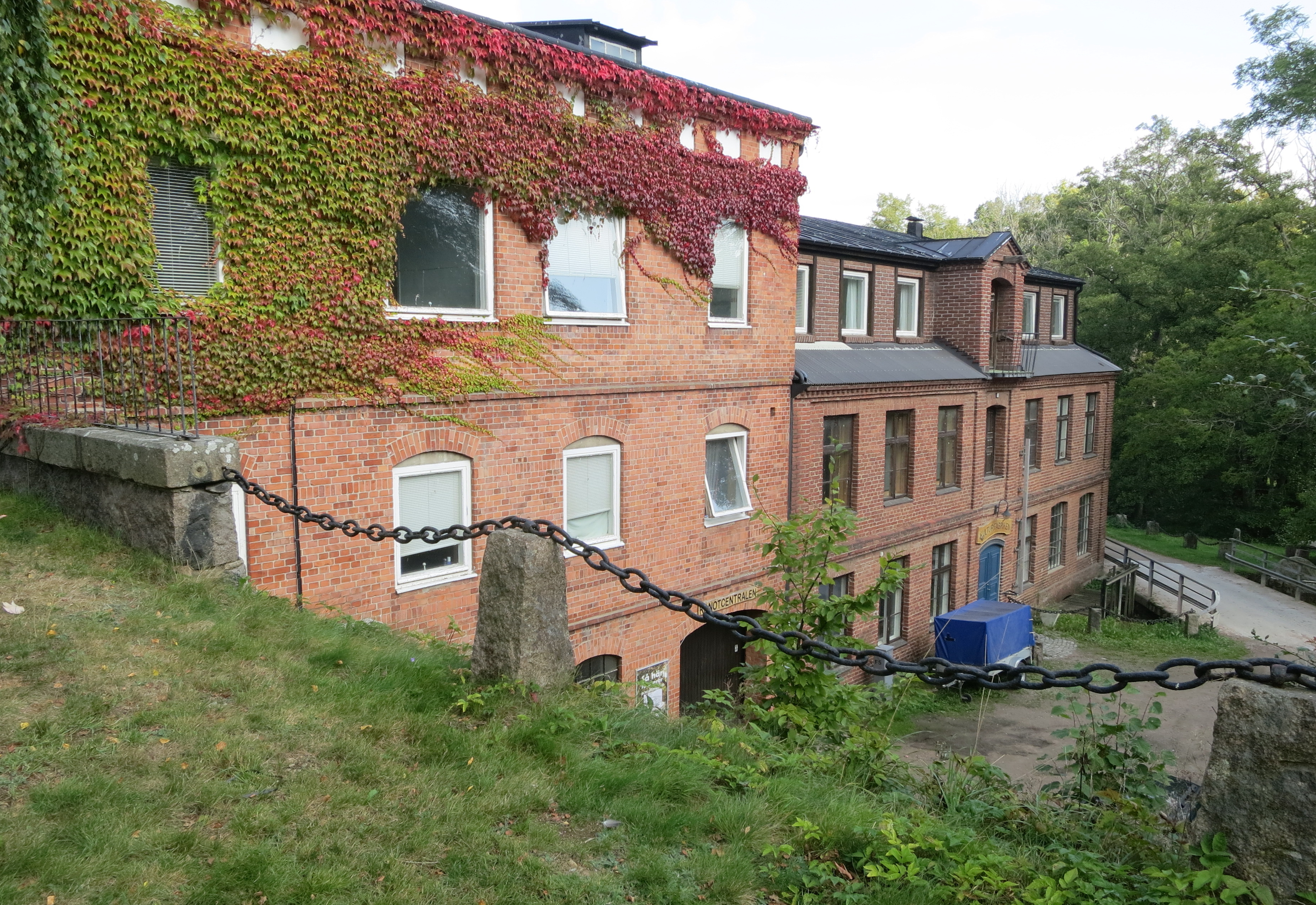
Stockamöllans kvarn

## Befolkningsutveckling
| Befolkningsutvecklingen i Stockamöllan 1960–2015 | Befolkningsutvecklingen i Stockamöllan 1960–2015 | Befolkningsutvecklingen i Stockamöllan 1960–2015 | Befolkningsutvecklingen i Stockamöllan 1960–2015 | Befolkningsutvecklingen i Stockamöllan 1960–2015 |
| ------------------------------------------------ | ------------------------------------------------ | ------------------------------------------------ | ------------------------------------------------ | ------------------------------------------------ |
|                                                  |                                                  |                                                  |                                                  |                                                  |
| År                                               |                                                  |                                                  | Folkmängd                                        | Areal (ha)                                       |
| 1960                                             | 1960                                             |                                                  | 213                                              |                                                  |
| 1965                                             | 1965                                             |                                                  | 224                                              |                                                  |
| 1970                                             | 1970                                             |                                                  | 222                                              |                                                  |
| 1975                                             | 1975                                             |                                                  | 291                                              |                                                  |
| 1980                                             | 1980                                             |                                                  | 294                                              |                                                  |
| 1990                                             | 1990                                             |                                                  | 311                                              | 43                                               |
| 1995                                             | 1995                                             |                                                  | 297                                              | 43                                               |
| 2000                                             | 2000                                             |                                                  | 281                                              | 43                                               |
| 2005                                             | 2005                                             |                                                  | 301                                              | 43                                               |
| 2010                                             | 2010                                             |                                                  | 300                                              | 42                                               |
| 2015                                             | 2015                                             |                                                  | 293                                              | 44                                               |
|                                                  |                                                  |                                                  |                                                  |                                                  |